# Sankt Georgen an der Leys
Sankt Georgen an der Leys (vagy helyi nevén Bründl) osztrák község Alsó-Ausztria Scheibbsi járásában. 2022 januárjában 1327 lakosa volt. 

## Elhelyezkedése

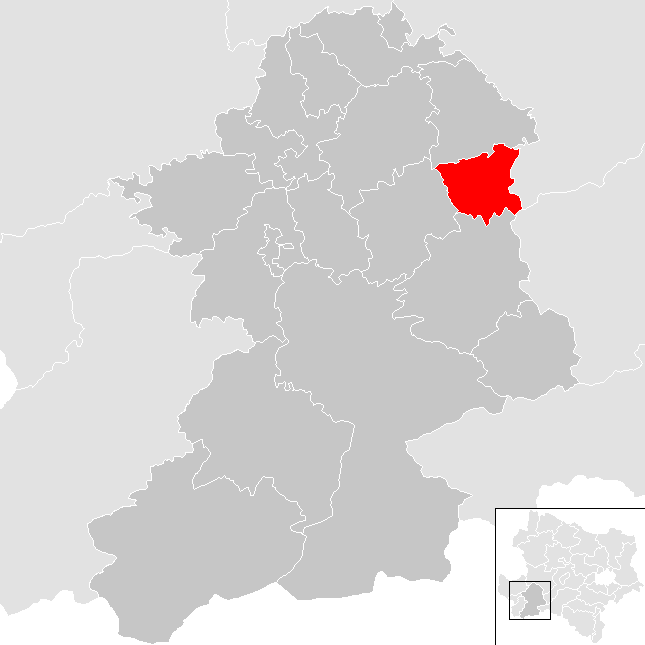
Sankt Georgen an der Leys a Scheibbsi járásban

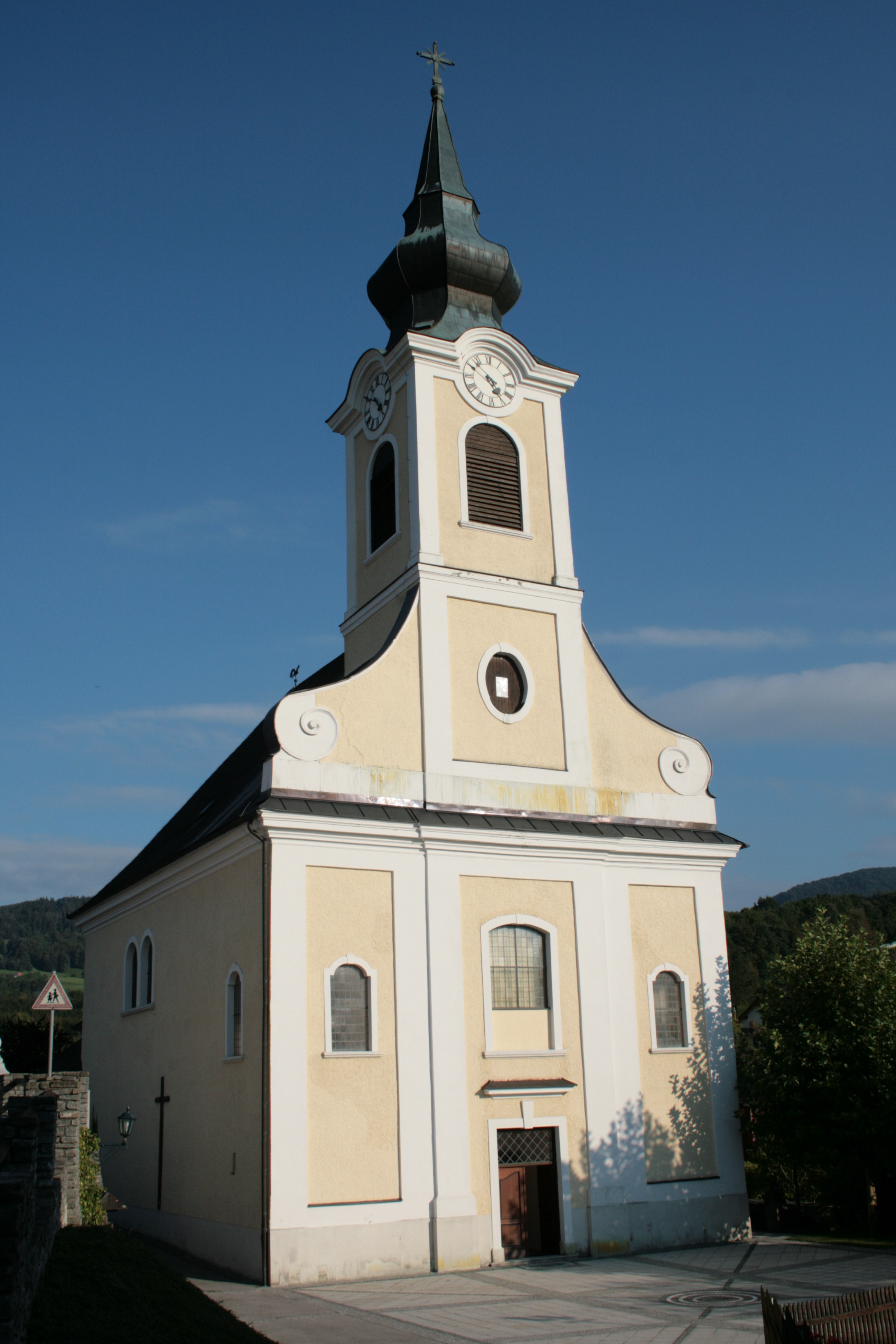
A Szt. György-plébániatemplom

Sankt Georgen an der Leys a tartomány Mostviertel régiójában fekszik, az Eisenwurzen történelmi tájegységben, a Bründlbach (a Melk mellékfolyója) mentén, a Türnitzi-Alpokban. Legmagasabb pontja a 948 m magas Statzberg. Területének 32,2%-a erdő, 62,5% áll mezőgazdasági művelés alatt. Az önkormányzat 18 települést és településrészt egyesít: Ahornleiten (25 lakos 2022-ben), Bach (24), Bichl (37), Dachsberg (62), Forsthub (58), Gries (17), Kandelsberg (33), Kreuzfeld (21), Kröll (90), Maierhof (27), Mitteröd (45), Oedwies (62), Ramsau (8), St. Georgen an der Leys (484), Schießer (54), Wiesmühl (123), Windhag (126) és Zwickelsberg (31). A kataszteri közösségek Dachsberg és St. Georgen an der Leys.
A környező önkormányzatok: délre Sankt Anton an der Jeßnitz, nyugatra Scheibbs, északra Oberndorf an der Melk, keletre Texingtal, délkeletre Frankenfels.

## Története
Egy kőbalta tanúsága szerint a térség már az újkőkorban is lakott volt. 800 körül szlávok, 1000 körül pedig bajorok telepedtek meg a régióban. A nagyszabású telepítés és erdőirtás a 11-12. században kezdődött. 1100 körül az Ödenkogel hegyén megépült Dachsberg erődje, amely a hasonló nevű nemesi família birtokában volt nagyjából 1400-ig. 
1352-ben a mauerbachi kartauzi kolostor épített itt egy Szt. Györgynek szentelt kápolnát, melyet 1762-ben templommá bővítettek, 1780-ban pedig plébániatemplomi státuszt kapott. A falu neve többször is változott, 1781-ben az egyházközséget Georgenbrunn-nak, a templomot Jörgenbründl in der Leiß-nek hívták; 1821-tól vált általánossá a St. Georgen an der Leys elnevezés.

## Lakosság
A Sankt Georgen an der Leys-i önkormányzat területén 2021 januárjában 1327 fő élt. A lakosságszám 1951 óta gyarapodó tendenciát mutat. 2020-ban az ittlakók 98%-a volt osztrák állampolgár; a külföldiek közül 0,5% a régi (2004 előtti), 1,3% az új EU-tagállamokból érkezett. 2001-ben a lakosok 99,3%-a római katolikusnak, 0,5% pedig felekezeten kívülinek vallotta magát. Ugyanekkor csak német anyanyelvűek éltek a községben. 
A népesség változása:

| 2016 | 1 334 |

## Látnivalók
- a Szt. György-plébániatemplom
- a Bécset ellátó II. Wiener Hochquellenleitung vízvezetékrendszer egyik forrása

## Fordítás
- Ez a szócikk részben vagy egészben  a   Sankt Georgen an der Leys című német Wikipédia-szócikk ezen változatának fordításán alapul.  Az eredeti cikk szerkesztőit annak laptörténete sorolja fel. Ez a jelzés csupán a megfogalmazás eredetét és a szerzői jogokat jelzi, nem szolgál a cikkben szereplő információk forrásmegjelöléseként.